# Marina Goladkina
Marina Siergiejewna Goladkina (ros. Марина Сергеевна Голядкина; ur. 13 czerwca 1997 w Doniecku) – rosyjska pływaczka synchroniczna, mistrzyni olimpijska z Tokio. Do 2014 roku była reprezentantką Ukrainy.

## Kariera
W 2021 zaliczyła debiut na letnich igrzyskach olimpijskich, biorąc udział w olimpiadzie w Tokio. Wystartowała tam w konkurencji pływackiej drużyn i zdobyła złoty medal olimpijski dzięki rezultatowi 196,0979 pkt.
Począwszy od 2013 roku, trzykrotnie startowała w mistrzostwach świata. Medale udało się jej wywalczyć na każdej z takich imprez sportowych – w Barcelonie (1 brązowy), Budapeszcie (2 złote) i Gwangju (3 złote).

## Odznaczenia i wyróżnienia
W 2017 roku została odznaczona tytułem Zasłużonego Mistrza Sportu w Rosji.